# Металургійний завод Pte Chaleix
Металургійний завод Pte Chaleix – колишній виробничий майданчик у Меланезії на острові Нова Каледонія (заморське володіння Франції).
У першій половині 1870-х в Новій Каледонії почалась розробка нікелевих покладів, що зробила цей острів гірничим центром світового значення. Руда вивозилась для переробки до Європи, проте доволі швидко виник проекти почати її переробку на місці, що мало надати суттєву економію на логіcтичних витратах. Як наслідок, наприкінці 1877-го в Нумеа в районі Pointe Chaleix ввели в дію перший в історії Нової Каледонії плавильний завод (за іншими даними, майданчик почав діяльність тільки в 1879 році).
Половина необхідної для роботи заводу руди надходила з копальні Тіо, тоді як другу половину приблизно у рівних долях забезпечували рудники в районах Houaïlou та Канала (відомо, що тут діяли щонайменше копальні Бель-Ер та Боакайне відповідно). Майданчик Pointe Chaleix відправляв до Європи чавун з вмістом нікелю 60%, при цьому з 1880-го його постачали на афінажний завод у Сете́м (Septème) в районі Марселю.
Вже у 1883 році на тлі рецесії печі у Pointe Chaleix зупинили, а на 1885 рік припало остаточне закриття заводу. Є відомості, що за час його існування тут виплавили 4000 тонн нікелю.
В 1887 році обладнання з Pointe Chaleix відправили для використання на новому плавильному заводу в Ouroue (район рудника Тіо).